# Chẽ ba đồng
Chẽ ba đồng hay còn gọi Cỏ ba lá chân thỏ, chè ba đông, (danh pháp khoa học Trifolium arvense) là một loài thực vật có hoa trong họ Đậu. Loài này được Carolus Linnaeus miêu tả khoa học đầu tiên.

## Hình ảnh

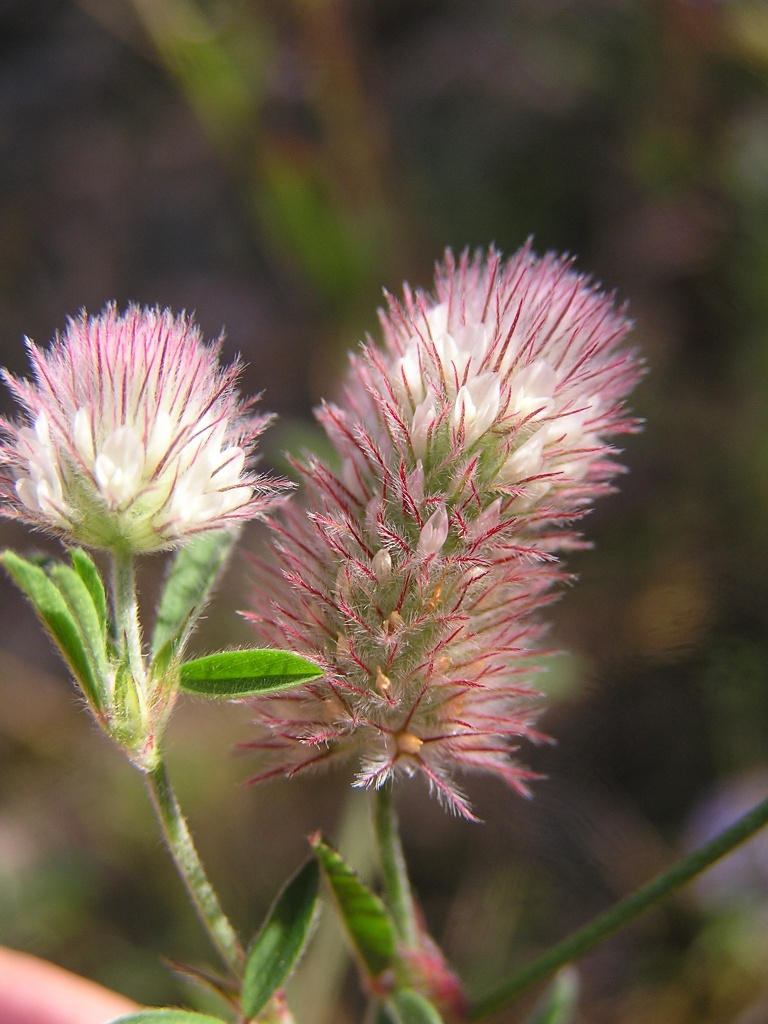
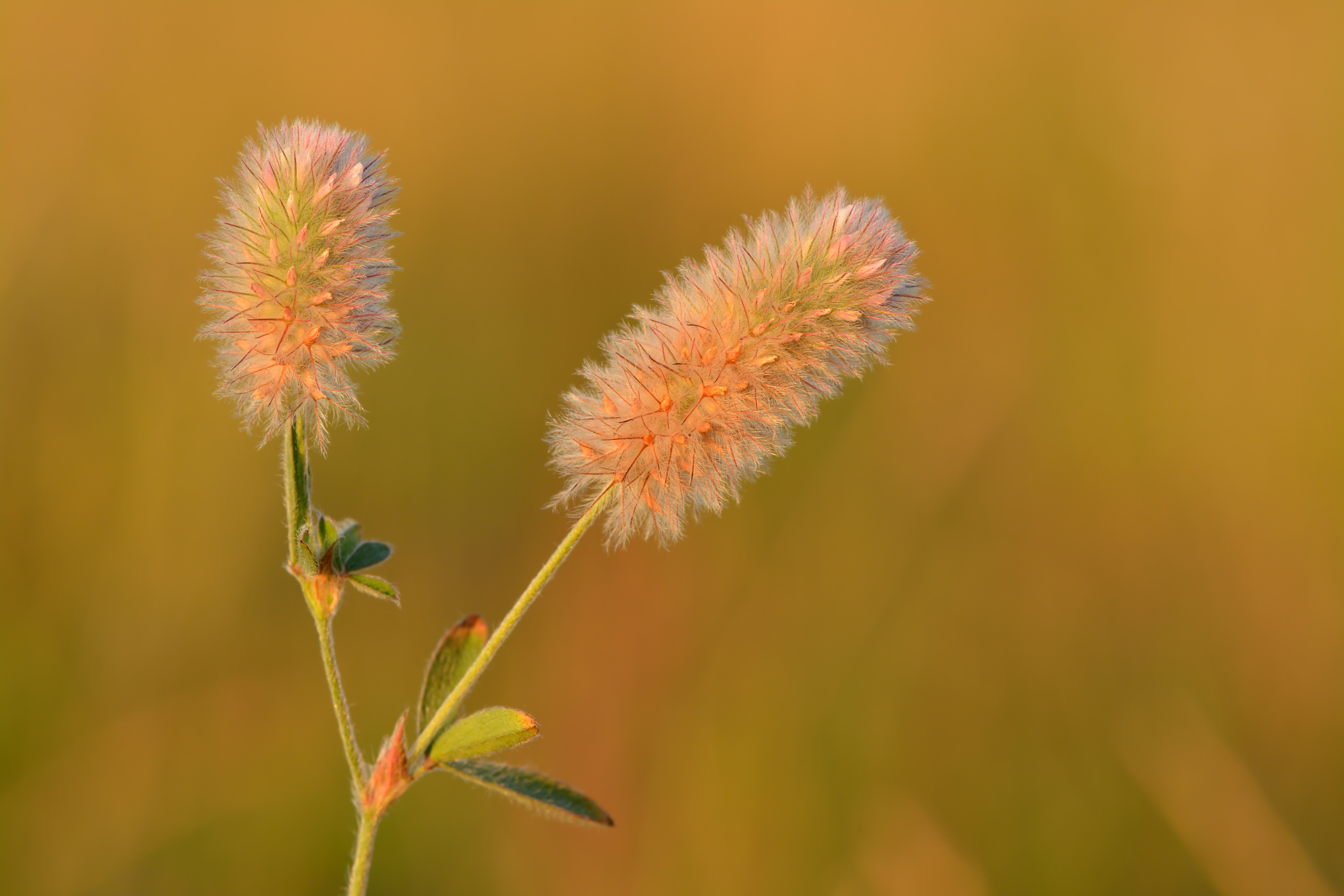
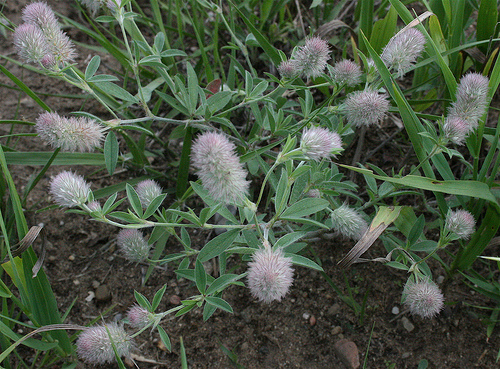
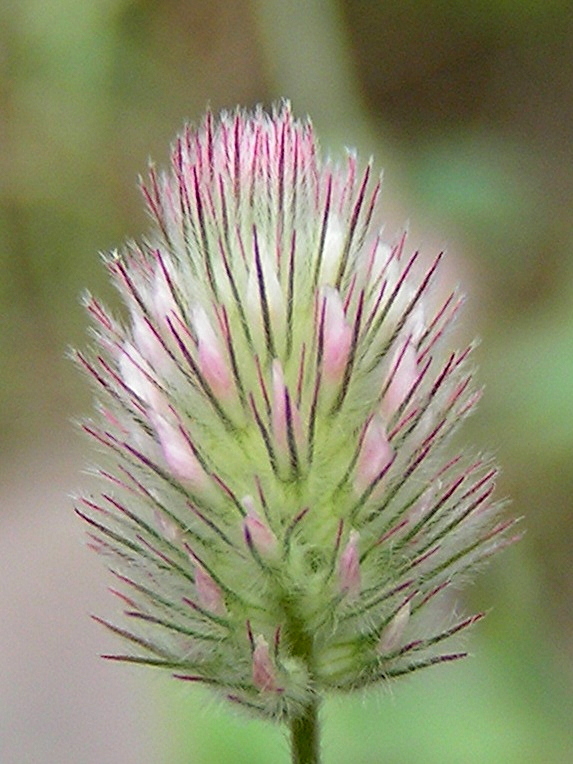